# Barron River Gorge

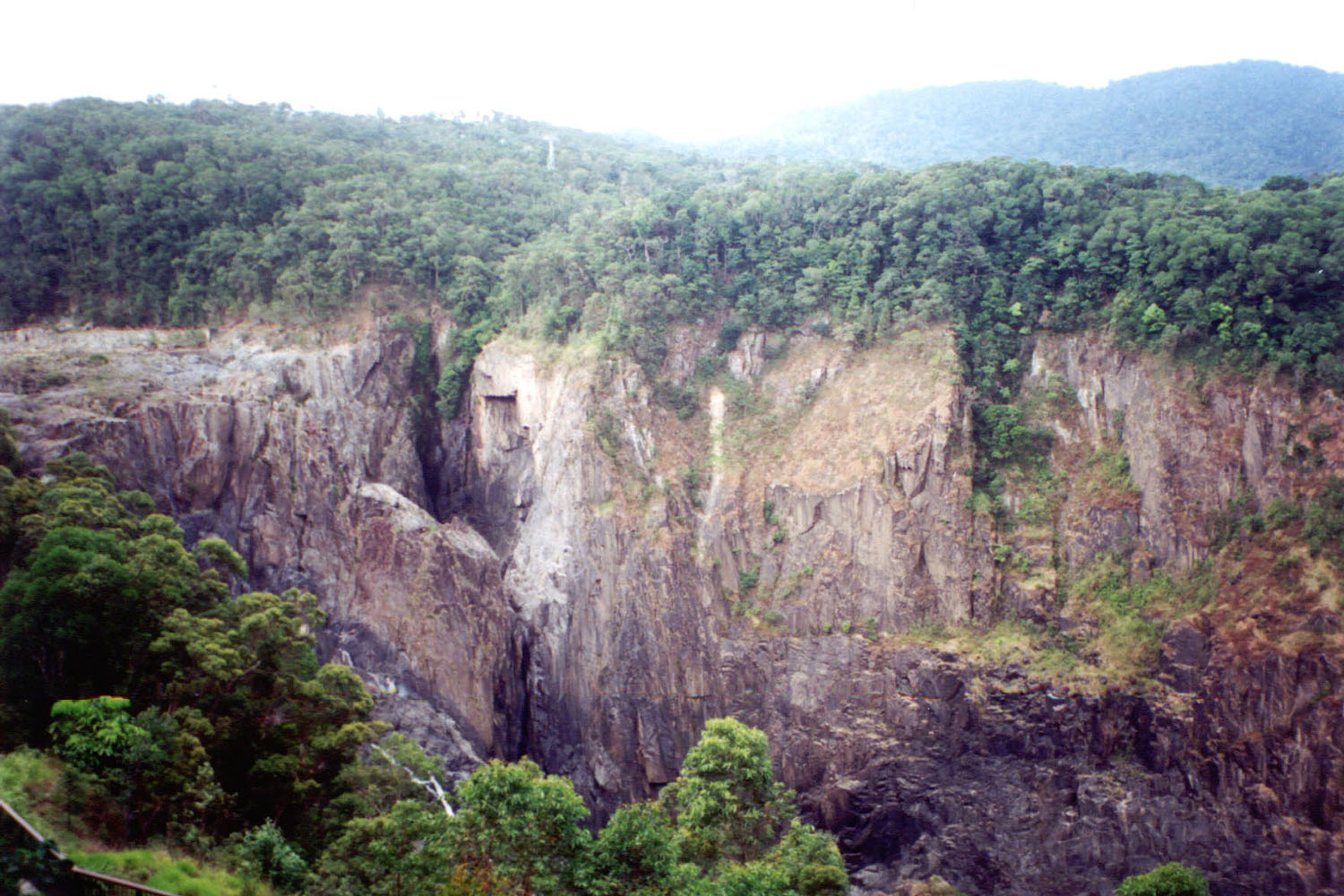
Die Schlucht bei den Barron Falls

Die Barron River Gorge ist eine Schlucht im Regenwald am Unterlauf des Barron River in Queensland (Australien).
Die fast zehn Kilometer lange Schlucht liegt am Nordostende der Atherton Tablelands, ca. 15 Kilometer nördlich von Cairns. Sie beginnt unterhalb der 260 Meter hohen Barron Falls in der Nähe des Ortes Kuranda und endet beim Lake Placid, wo der Barron River in die Ebene von Cairns fließt. 
Aufgrund ihrer landschaftlichen Schönheit wurde sie zu einer der bekanntesten Touristenattraktion in Nordqueensland und ist seit einigen Jahren als Barron-Gorge-Nationalpark unter Naturschutz gestellt. Die Gorge ist ein beliebtes Ziel für Kanuten und Rafter. Der eindrucksvolle Regenwald an den Flussufern wurde durch mehrere Lehrpfade erschlossen.
Entlang des Südrandes der Gorge führt die Kuranda Scenic Railway, eine historische, kurvige Eisenbahnstrecke, von der Freshwater Station über etliche filigrane Brücken und durch viele Tunnel, vorbei an mehreren Wasserfällen, bis nach Kuranda. Entlang des Nordrandes der Gorge verläuft die weltweit einmalige Skyrail, eine ca. 8 km lange Seilbahn direkt über die Wipfel des Regenwaldes.